# Косьянов, Вадим Александрович
Вадим Александрович Косьянов  (род. 27 июня 1978, Сафоново, СССР) — российский учёный, профессор, доктор технических наук, ректор РГГРУ имени Серго Орджоникидзе (МГРИ).

## Биография
Родился 27 июня 1978 года в Сафоново, Смоленской области.
В 2002 году окончил МГРИ по специальности «Техника и технология разведки месторождений полезных ископаемых».
В 2005 году защитил диссертацию на соискание ученой степени кандидата технических наук по специальности 25.00.14 — Технология и техника геологоразведочных работ.
В 2006 году окончил заочно Московский государственный университет экономики, статистики и информатики по специальности «Финансы и кредит».
2002—2009 — старший преподаватель, доцент по кафедре энергетики (2008), заместитель декана факультета Техники разведки и разработки месторождений полезных ископаемых, заместитель директора Центра дистанционного образования Российского государственного геологоразведочного университета имени Серго Орджоникидзе.
C 2009 года — заведующий объединённой кафедры «Механизации, автоматизации и энергетики горных и геологоразведочных работ» Российского государственного геологоразведочного университета имени Серго Орджоникидзе.
В 2011 году получил ученую степень доктора технических наук по специальности 25.00.14 — Технология и техника геологоразведочных работ.
В 2012 году было присвоено ученое звание профессора по кафедре механизации, автоматизации и энергетики горных и геологоразведочных работ.
С 2013 года — председатель диссертационного совета 212.121.05 при Российском государственном геологоразведочном университета имени Серго Орджоникидзе.
В 2014—2015 годах — проректор по научно-производственной и инновационной деятельности Российского государственного геологоразведочного университета имени Серго Орджоникидзе.
2015-2017 — проректор по международной и инновационной деятельности Российского государственного геологоразведочного университета имени Серго Орджоникидзе.
2017-2020 — ректор Российского государственного геологоразведочного университета имени Серго Орджоникидзе (МГРИ), в 2017—2018 годах был исполняющим обязанности ректора.
Соавтор «Программы стратегического развития Российского государственного геологоразведочного университета имени Серго Орджоникидзе на период до 2025 года», которая была разработана в декабре 2017 года по поручению заместителя председателя Правительства Российской Федерации А. Г. Хлопонина.
Автор более 100 научных трудов, среди которых более 30 учебно-методических пособий и монографий.

## Членство в организациях
- 2013 — Академия горных наук (АГН), вице-президент (c 2018).
- 2018 — Высший горный совет НП «Горнопромышленники России».
- 2019 — Евразийская Академия горных наук.
- 2019 — Правительственная комиссия по вопросам природопользования и окружающей среды.

## Награды
- Медаль Монгольской Народной Республики «Дружба» (2018)
- Почетная грамота Министерства природных ресурсов и экологии Российской Федерации" (2011)
- Нагрудный знак «Отличник разведки недр» Министерства природных ресурсов и экологии Российской Федерации (2012)
- Нагрудный знак «Почетный работник высшего профессионального образования Российской Федерации» (2012)
- Медаль «За укрепление боевого содружества» Министерства обороны Российской Федерации (2013)
- Нагрудный знак «Почетный разведчик недр» Министерства природных ресурсов и экологии Российской Федерации (2015)
- Почетная грамота Министерства природных ресурсов и экологии Российской Федерации (2018)
- Благодарность Министерства образования и науки Российской Федерации (2018)
- Диплом Российского Геологического Общества с вручением знака «Геологическая служба России» (2014)
- Почетная грамота Ассоциации Геологических Организаций (2015)
- Медаль «За заслуги в разведке недр» I степени Ассоциации геологических организаций (2018)
- Памятная медаль «300- лет БЕРГ-Коллегии России» (2019)
- Почётная грамота Правительства Москвы (27 марта 2019) — за большой вклад в подготовку высококвалифицированных специалистов для города Москвы, многолетнюю плодотворную работу и в связи со 100-летием со дня основания организации